# 乗り物
乗り物（のりもの、英: vehicle）は、以下のものを指しうる。
- 人を乗せてあるところまで運ぶものの総称[1]。人を乗せて移動するもの[2][3]。馬車、駕籠、汽車、電車、自動車、船舶、航空機、人力車 等々の総称[2][3]。（交通機関[1]。）
- 乗って遊ぶためのもの。「遊園地の乗り物」などと言う場合、ジェットコースターやゴーカートを指している[2]。

英語の「vehicle ヴィークルあるいはビークル」の語源は、フランス語の「véhicule ヴェイキュール」が17世紀に英語に入ったものであり、さらにその語源はラテン語の「vehiculum ウェヒクルム」であり、これは「vehere ウェヘレ」（「運ぶ」）という動詞の派生語である。ドイツ語の「ファールツォイク」（de:Fahrzeug/wikt:Fahrzeug）も総称である。

## 歴史
紀元前1万年ころにはすでに葦船や簡素ないかだが使われていたことが知られている。

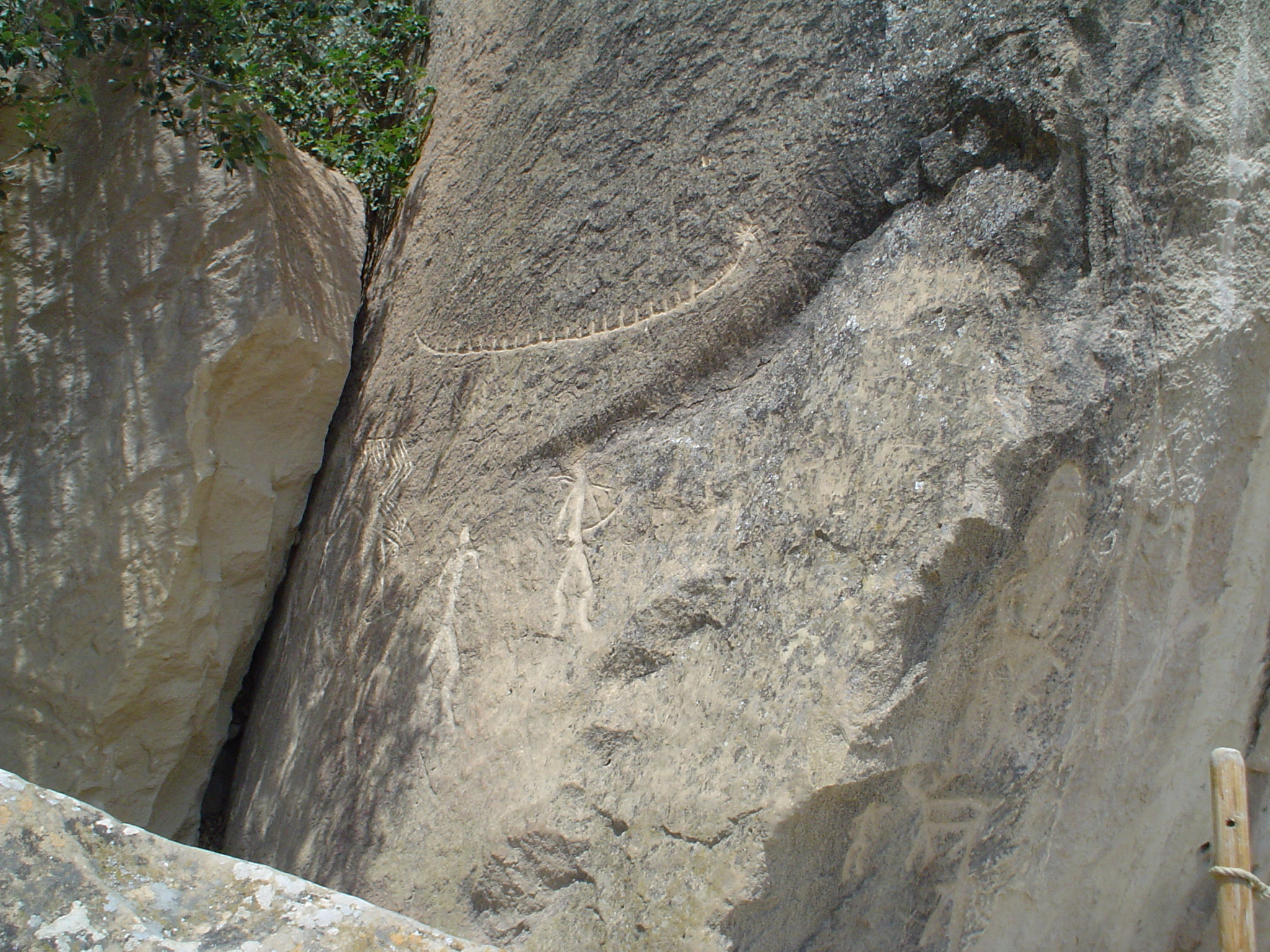
葦船が描かれた岩絵

アゼルバイジャンにあるゴブスタン国立保護区には60万点を超える岩絵が残されており、そこには今から1万2000年前ころに描かれた、葦船と判る絵画が残されている。

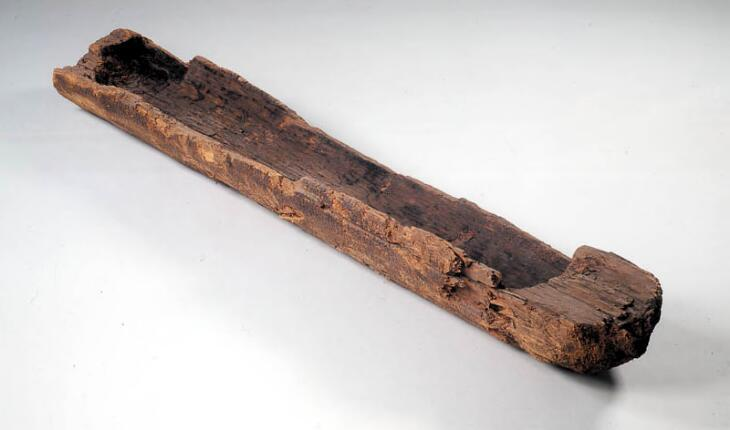
Pesse canoe。長さ298cm、幅44cm

1955年にオランダである道路建設に際して発掘した遺跡から、木製のカヌー、ペッセ・カヌー（Pesse canoe）が発見された。これは炭素年代測定法によって紀元前8040年 - 紀元前7510年の間のものだと推定されている。
遺跡の発掘により、古代メソポタミアのウバイド時代（紀元前6000年-紀元前4300年ころ）では、すでに帆船）が使われていたことが判明している。
乗馬の起源は定かではない。イランの洞穴には乗馬を描いたらしい、紀元前数千年の洞穴画が残されている。確かな証拠では、ドニエプル川やドン川付近では紀元前3000年ころにはすでにハミ(bit)を使っていた証拠がある。
チャリオットは紀元前3000年のメソポタミアで使われていたことが判っている。ウルの記念碑には車輪のついた戦闘車両の絵が描かれている。
- 洞穴画（先史時代、紀元前8000年ころ）イラン、ロレスターン州にあるDouche洞穴の洞穴画。
- ウルのスタンダードに描かれたチャリオット（紀元前2500年ころ）

## 乗り物の種類の列挙
歴史が最も長い船舶類から挙げる。次いで陸上の乗り物、その次に歴史が浅い航空機類を挙げる。
種類が非常に多岐に渡るため、網羅的に挙げようとすることは行わない。

### 船舶類
船舶類
水上
用途によって　商船類 / 艦船類 / 漁船類 / 特殊船舶類 / レジャーボート...などという分類することは一般的である。
大きさによる分類、小型船舶 / 大型船舶という分類がある。
- - ボート類
    - 葦船
    - いかだ
    - カヌー類[注 2]

  - セーリングボート、帆船類。

- 艦船類[注 3]

他にも、海賊船、砕氷船、南極観測船....など、船舶類も多種多様で挙げるときりがない。屋形船、川下りの舟、急流下りの舟、ペダルサイクル艇、サーフジェット、水上スクーター、電動フローティングバイク、水中バイク、水中スクーターなどというものもある。
水中の乗り物
- 潜水艦類

### 陸上の乗り物
人力
- 輿、駕籠
- 自転車[注 4]、三輪車 （英語ではtricycleやtrikeの類）
- 人力車
- 乳母車
- 歩行器、子供用三輪車
  - 一輪車
  - 自転車

動物類の力を借りるもの
- ソリ
  - 犬ぞり、馬ぞりなど。
- 馬車、ロバ車、牛車など。

エンジンや電動モーターの力で走るもの
- 自動車[注 6]
- オートバイ類[注 7]
- その他特殊な二輪車など[注 8]
- 産業機械類の一部[注 9]
- 建設機械類の一部[注 10]
- 農業機械類の一部[注 11]

自然エネルギーで走る乗り物
- （陸上では風の力を利用することはあまり一般的ではないが）風の力を借りるランドヨットというものもある。
- ソーラーカー

雪上
- 雪上車
- スノーモービル
- スノーバイク

索道類
- - ロープウェイ
  - リフト
  - ゴンドラ
  - エレベーター
  - エスカレーター

- - 水陸両用車
    - ホバークラフト

  - 軍用車両
    - 戦車

鉄道
- 殖民軌道・簡易軌道
- 鉄道車両
  - 馬車鉄道
  - 人車軌道
  - 機関車
    - 蒸気機関車類
    - 電気機関車類
    - ディーゼル機関車（内燃機関車）類

  - 電車類[注 12]
  - 気動車
  - 客車類
  - 貨車類[注 13]
  - リニアモーターカー
- 路面鉄道
  - LRT
- ケーブルカー
- トロリーバス
- 中量軌道輸送システム
- モノレール[注 14]
- 新交通システム

など

### 航空機類
航空機の細かい分類は航空機の記事を参照のこと。
- 軽航空機 / 重航空機　と分類するのが一般的。
- ほかに　民間機 / 軍用機　などと分類する方法も一般的。

- 熱気球
- 飛行船
- グライダー類
  - パラグライダー
  - ハンググライダー
- 気球
- 飛行機類
- 垂直離着陸機
- ティルトローター
- ヘリコプター類
- オートジャイロ

など、これ以上細分化することはここでは避ける。航空機の記事を参照のこと。

### 宇宙
- 宇宙船
  - スペースシャトル
  - 宇宙ステーション
  - 宇宙戦艦
- 再突入体 (re-entry vehicle)

### 遊園地の「乗り物」
- ジェットコースター（ローラーコースター）
- ゴーカート

当等。

## 乗り物の特性と選択
乗り物ごとに特性が異なり、用途によって適した乗り物が異なる。
地球環境への負荷の小ささ、温暖化対策
2000年代に入って地球温暖化が深刻度を増してきており、先進国各国では政府を挙げて、市民も巻き込んで、二酸化炭素の排出量を抑えられる乗り物を選択することが推進されている。航空機が地球環境に悪い、ということはしばしば指摘されている。
低公害性
自動車では、ここ数十年で排ガス規制などによってエンジンから排出される排気ガスの有毒な成分がより少ないものになるように、規制を行われてきている。自動車に乗るのであれば、新しい排出規制に沿った自動車を選ぶのが良いということになる。現在はヨーロッパでも中国でも、EU主導や中国政府主導で電気自動車へのシフトが充電インフラの整備なども含めて行われつつある。
電気鉄道は排出ガスを出さないという点から評価されている。
ただし電力をどのように作り出しているかにもより、火力発電などを用いている場合は一概に公害性が低いとは言えないとされることもある。
コスト…人や物を運ぶコストの低さ
船舶類か、陸上の乗り物か、航空機かといった移動方法のほか、様々な要因によって大きく異なる。
例えば数km～数十kmと、自転車で簡単に行ける距離・経路ならば、自転車がもっとも安上がりなので、人々から広く選ばれている。逆にたとえば世界一周をするには、小型のセーリングクルーザーを中古などを（数百万円程度で）安価に手に入れ自力で操船し、世界一周後に船を（ほぼ同額で）売ってしまうのも安あがりである。燃料代がほぼゼロで済む。風が無料で推進力を与えてくれる。無寄港で世界一周するのであれば、港に係留する費用もかからない。陸上のエンジンつきの乗り物で世界一周しようとすると（燃料代が高くつきがちな自動車は避けて）オートバイで世界一周しようとしても、ガソリン代や途中の税金類などや（途中のフェリー代などで）数百万円ほどかかってしまう。なお水上の近距離の散歩を頻繁に行うには、小型のカヌー等が低コストである。
また個人が利用する場合、乗り物を所有するか、定期便契約を結ぶか、シェアリングするか、一時的に乗客として利用するか等々によって必要な費用などは大きく異なる。所有する場合は、比較的大きな固定費（乗り物の購入費用、置いておく場所（駐車場、停泊場、駐機場など）の費用、定期的な整備費用、保険費）および変動費（移動する量や燃料価格の変動などに応じた燃料費など）がかかる。乗客として利用する場合は、距離、路線などによって定められた運賃を支払うだけで済む。自動車で、かつ移動の頻度が少ない場合は、タクシー・カーシェアリング・レンタカーなどが安く済み、連日のように自動車で移動することを数ヶ月程度以上続ける場合ば中古車を購入して自力で運転するほうが安く済むようになる。
船舶は、島と本土を移動する場合では、便（路線）が限られ、コスト比較できるものがない場合も多い。数百キロ以上の移動では鉄道と運賃が拮抗・競合することも多い。なおプレジャーボートなどでも中規模以上のものはかなりのコストがかかるとされている。
鉄道は、通常の速度の鉄道を乗客として利用する場合は運賃は最も安価な部類に属する。
なおコストの全体像を算出するならば、道路やそれに付随する設備の運用や維持、乗り物を製造するのに必要な資源や製造設備の運用に要するコストもなども積算しなければならない。舗装された道路や鉄道の建設や維持のコストは高くなることが多く、それらを建設できない場合は未舗装の道路が使用されるほか、河川がなどが利用できる場合は水運が選択されることもある。古代から中世までは内陸部でも水運が運送の主流であり、現代でも発展途上国などの一部地域では水運が主要な交通手段となっている。
安全性…いかに安全に、人や物を目的地まで運べるか
事故発生率の低さでは航空機が最も安全といわれている。航空機以外では日本の新幹線が安全性を売りとしている（新幹線の車両事故に起因する死亡はゼロである）。

快適性…いかに快適に移動できるか
乗り物のどの座席に座るかや乗客個人の身体の状態などもよるため、単純に比較することは難しい。一般に座席の狭い乗り物、空調の悪い乗り物、騒音や振動の激しい乗り物などは快適ではないと指摘されることが多い。高速バスに比べて新幹線のほうが快適だと指摘されることは多い。
運べる量…いかに多くの人や物を目的地まで運べるか
荷物を大量に運ぶのに優れた乗り物としては大型船舶が挙げられ、巨大なコンテナ船やタンカーが優れており、海運が世界の物流を支えている。
北米大陸（アラスカ、カナダ、アメリカ合衆国など）では数百m～1km以上の長さに連結した貨物列車も用いられており、ロシアではシベリア鉄道で大量に貨物が運ばれ、ここ十数年では中国政府の戦略（一帯一路）によってユーラシア大陸でも中国からヨーロッパまで鉄道で結び盛んに荷物が運ばれるようになってきた（アジア横断鉄道）。また多数の客車を連結した鉄道車両は大量の旅客を乗せることができる。
移動時間の短さ…いかに短い時間で目的地まで移動できるか
移動時間の短さは乗り物へのアクセス時間も含めたものである。乗り物自体の速度が速くても、その乗り物に乗るための移動時間が長くかかる場合は移動のための時間の総計が長くなる。
大都市の街中で移動するならば、自転車やオートバイが短い時間で移動することができる。
郊外の道路で数十 km先まで移動する場合は自動車やオートバイが利用されることが多い。
数百 km先まで移動する場合、ヘリコプターが選択される。米国のホワイトハウス前にはヘリコプターが発着し米国大統領の日々の送り迎えを行っている。FBIなどの捜査機関も移動に専用のヘリをしばしば使う。米国では民間企業でも報道機関や大企業などは自社ヘリやヘリポートを所有していることがある。ヘリコプターはヘリポート間を直線的に結んだ飛行をすることができ、移動時間が短くて済む。日本でも富裕層を対象にゴルフ場への実用的な送迎にヘリコプターの飛行を提供するサービスが一部で行われている（ただしヘリコプターは利用料金が高く、遊覧飛行など一時的に乗る場合を除いて利用できる人は限られる）。なお日本でも高層ビルの屋上にはしばしばヘリポートが設置されており、緊急時にはそれを利用して迅速な移動を実現している。
数百km以上の移動の場合で、多くの人々が普段から利用できる料金であるかという点まで考慮すると、高速鉄道か旅客機が一般的な選択肢となる。ただし旅客機は速度それ自体は最も高い部類であるが、空港とのアクセス、搭乗手続き、荷物の預け入れと引き取りなどに時間がかかる場合があることがしばしば指摘されており、300 km - 400 km程度では高速鉄道とほぼ同等になる場合も多く、それより短い距離では移動に必要な時間がかえって長くなってしまう場合もある。
水面、海面を越える移動に関しては、航空機と船舶の比較になる。船舶ではフェリーや渡し船、高速航行が可能なものでは水中翼船やTSLなどが選ばれることがあるほか、上述の通り旅客機による移動が選ばれる場合もある。
定時性や確実性…どれほどの確度（確率）で決まった時刻に運行されているか
運用の特性から、鉄道は比較的定時性や確実性が高いとされる。
乗り物は多くの場合、天候、事故、渋滞など様々な要因の影響を受けるものであり、定時性や確実性を評価するのは容易ではない。自動車の場合は道路工事や自動車事故の発生でしばしば道路渋滞が発生して移動時間が増大することがある。また大雨や大雪など天候が大きく荒れた場合、道路交通や鉄道網が機能麻痺に陥ったり、高速道路は制限速度が一時的に下げられたり閉鎖などの措置が取られることもある。船舶も低気圧や台風接近などで海が荒れると欠航することがある。航空機は目的地として予定されていた空港周辺の天候が急激に悪化すると、飛行中に他の空港に着陸先を変更する対応が取られる。